# Paul-Marwan Tabet
Paul-Marwan Tabet CLM (* 20. Juli 1961 in Bhamdounm) ist maronitischer Bischof von Saint-Maron de Montréal. 

## Leben
Paul-Marwan Tabet trat der Ordensgemeinschaft der Kongregation der libanesisch-maronitischen Missionare am 26. September 1980 bei und der Maronitische Patriarch von Antiochien und des ganzen Orients, Nasrallah Pierre Sfeir, weihte ihn am 20. Juli 1986 zum Priester. 
Die Synode der maronitischen Kirche wählte ihn im Juni 2012 zum Bischof von Saint-Maron de Montréal. Diese Wahl wurde am 10. Januar 2013 durch Papst Benedikt XVI. bestätigt und er wurde am 24. Februar desselben Jahres in das Amt eingeführt.
Der Patriarch von Antiochien, Béchara Pierre Kardinal Raï OMM, spendete ihm am 26. Januar desselben Jahres die Bischofsweihe; Mitkonsekratoren waren Camille Zaidan, Erzbischof von Antelien, und Paul Nabil El-Sayah, Kurienbischof in Antiochien.